# Allantoma pachyantha
Allantoma pachyantha là một loài thực vật có hoa trong họ Lecythidaceae. Loài này được (A.C.Sm.) S.A.Mori, Ya Y.Huang & Prance mô tả khoa học đầu tiên năm 2008.